# Elecciones en Argentina

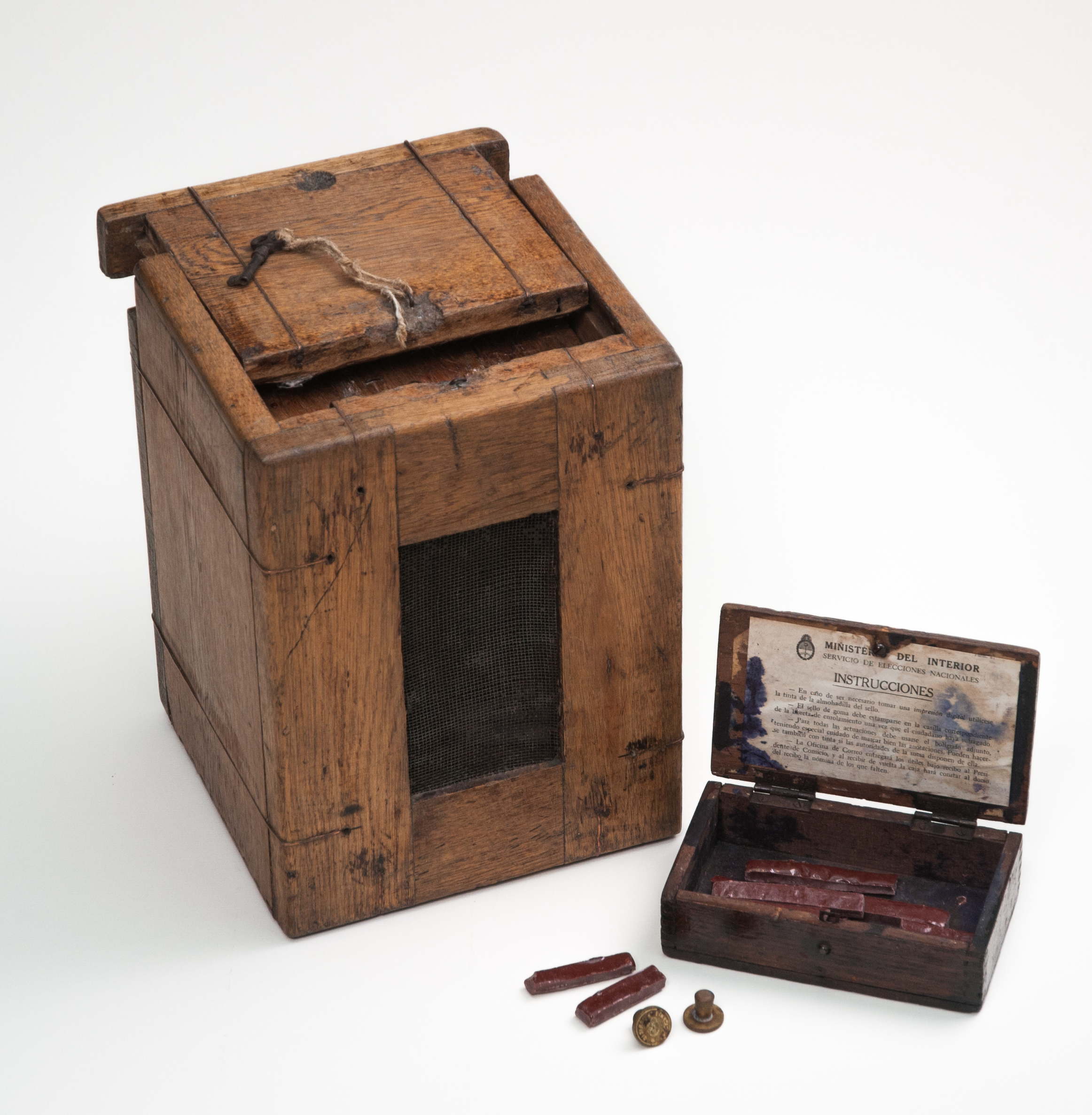
Urna utilizada en las elecciones de 1916.

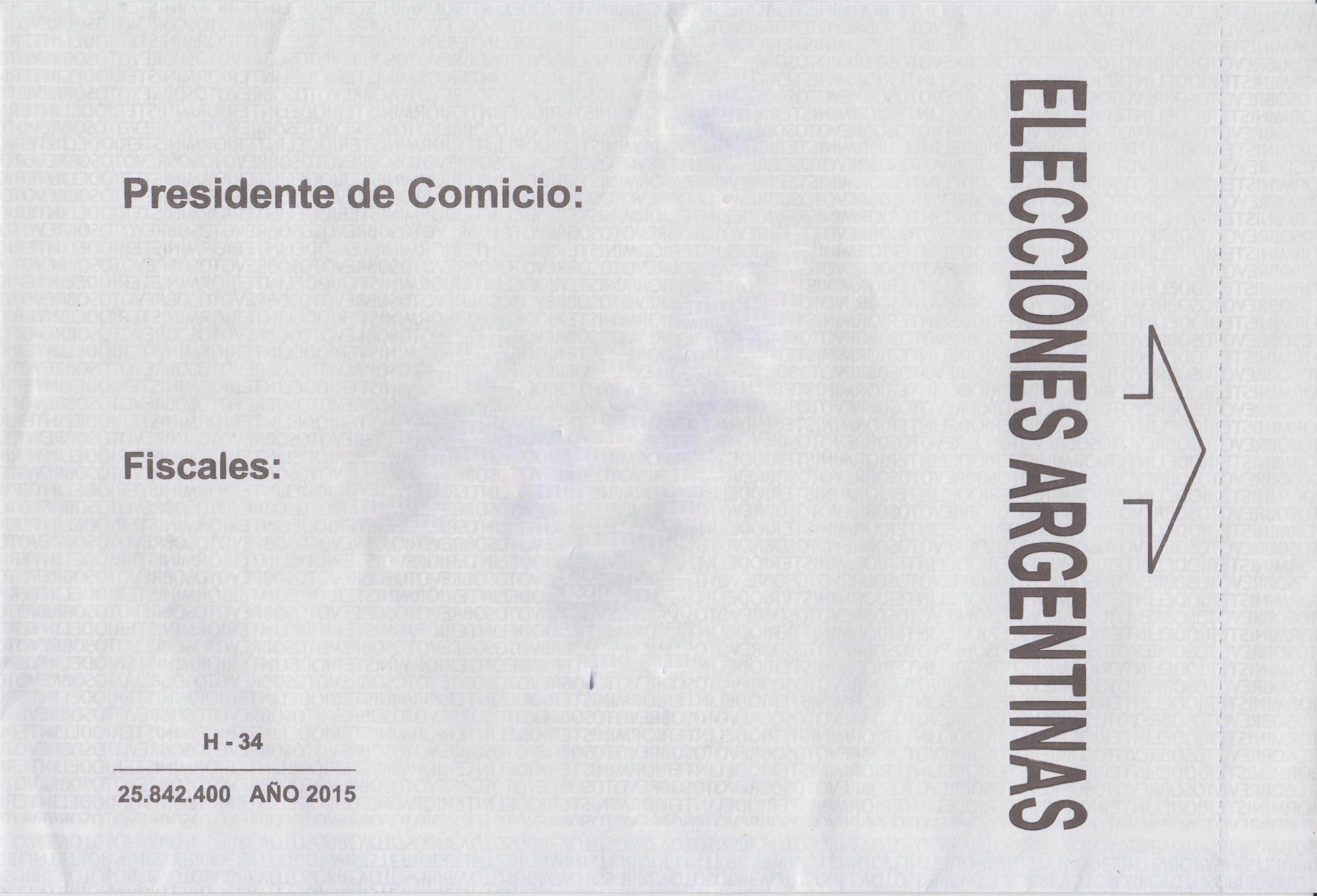
Sobre para votar en las elecciones presidenciales de 2015.

Las elecciones en la República Argentina se celebran cada dos años para elegir a los cuerpos legislativos (los que se renuevan por mitades, en mandatos de 4 años) y, desde 1995, cada cuatro para elegir al poder ejecutivo (antes se realizaban cada seis años). La constitución nacional, en su artículo primero, establece que el país tiene un sistema de gobierno “representativo, republicano y federal”. Por su condición de país federal, en Argentina se realizan regularmente dos tipos de elecciones principales: 
- Elecciones nacionales, para elegir a las autoridades federales del país: el Poder Ejecutivo, constituido por el Presidente y el Vicepresidente y el Congreso Nacional, formado por Senadores y Diputados.

- Las elecciones provinciales y de la Ciudad de Buenos Aires o locales, para elegir a las autoridades de cada provincia: los poderes ejecutivos de las provincias y sus legislaturas.

También se realizan regularmente elecciones municipales, regidas por las leyes y procedimientos de cada provincia. Extraordinariamente se realizan elecciones de convencionales para integrar una Convención constituyente, organismo encargado de modificar la Constitución, algo que ha sucedido en 1853, 1860, 1866, 1898, 1949, 1957 y 1994.
En todos los casos el voto es universal, secreto y obligatorio para los ciudadanos desde los 16 años de edad; aunque para los menores de 18 años y mayores de 70 años no está prevista ninguna sanción en caso de no votar. En algunos casos se permite el voto de extranjeros radicados. En noviembre del 2012, se aprobó una ley que permite a los jóvenes entre 16 y 18 años de edad a votar de forma optativa.
Desde 1862 hasta 1930 el presidente de la Nación asumía el cargo el 12 de octubre. Desde 1932 hasta 1943 el cargo se asumía el 20 de febrero. Las dos primeras presidencias de Juan Domingo Perón en 1946 y 1952 las comenzó el 4 de junio. En 1958 Arturo Frondizi asumió el 1 de mayo. En 1963 Arturo Illia volvió a asumir el cargo el 12 de octubre. En marzo de 1973 fue elegido Héctor Campora y comenzó su mandato el 25 de mayo pero renunció 49 días después de asumir. Ese mismo año fue elegido por tercera vez Juan Perón que asumió el cargo el 12 de octubre. Desde 1983 la mayoría de las asunciones fueron el 10 de diciembre excepto las de Carlos Menem quien asumió sus dos presidencias en 1989 y 1995 el 8 de julio y Néstor Kirchner quien asumió el 25 de mayo de 2003. 
El Presidente y Vicepresidente son elegidos en una única votación, por un período de cuatro años, a través el voto popular directo, utilizando un sistema de segunda vuelta: debe haber una segunda vuelta si ninguna fórmula obtiene más del 45% de los votos positivos, o más del 40% de los votos positivos con una diferencia porcentual de 10 puntos con respecto a la segunda fórmula, en cantidad de votos positivos.
El Congreso Nacional tiene dos cámaras:
- La Cámara de Diputados de la Nación tiene 257 miembros, elegidos por un período de cuatro años en cada distrito electoral (23 provincias y la Ciudad Autónoma de Buenos Aires) por representación proporcional utilizando el método D'Hondt, con la mitad de las bancas renovados cada dos años en todos los distritos electorales.
- El Senado de la Nación tiene 72 miembros elegidos por un período de seis años, con dos bancas para el partido o coalición mayoritarias y una banca para el segundo partido o coalición mayoritaria. Una tercera parte de las bancas son renovadas cada dos años. En las elecciones legislativas de 2001, el senado fue renovado en su totalidad.

## Evolución del sistema electoral
- Tipos de sistemas electorales:
  - Mayoritario uninominal: Es electo el candidato más votado.
  - Mayoritario plurinominal: Son electos todos los candidatos del partido más votado.
  - Lista incompleta: El partido más votado gana dos tercios de las bancas, el segundo partido más votado gana el tercio de bancas restante.
  - Proporcional: Las bancas son distribuidas proporcionalmente entre varios partidos según la cantidad de votos que obtengan.
  - Balotaje: Es electo el candidato que obtiene más del 50% de los votos. Si ningún candidato llega al 50% de los votos, se hace una segunda vuelta entre los candidatos que obtuvieron más del 15% de los votos.
  - Balotaje modificado: Es electo el candidato que obtiene más del 45 % de los votos, o que superando el 40 % de los votos tuviera una diferencia mayor a 10 puntos porcentuales con el segundo. Si no se alcanza los porcentajes, se hace una segunda vuelta entre los 2 candidatos más votados.
  - Lista incompleta con balotaje: El partido que gana más del 50% de los votos gana dos bancas, el segundo partido más votado gana una banca. Si ningún partido llega al 50% de los votos, se hace una segunda vuelta entre los 2 partidos más votados.
  - Colegio electoral: Sistema indirecto, se vota por electores que luego votan por un candidato.
  - Nombrado por legislatura: El candidato es nombrado por las legislaturas provinciales.

### Presidente
| Año                | Provincias                                  | Capital Federal                             | Territorios Nacionales              |
| ------------------ | ------------------------------------------- | ------------------------------------------- | ----------------------------------- |
| 1853 a 1880        | Colegio electoral, mayoritario plurinominal | No existe                                   | No elige                            |
| 1886 a 1910        | Colegio electoral, mayoritario plurinominal | Colegio electoral, mayoritario plurinominal | No elige                            |
| 1916 a 1931        | Colegio electoral, lista incompleta         | Colegio electoral, lista incompleta         | No elige                            |
| 1937               | Colegio electoral, mayoritario plurinominal | Colegio electoral, mayoritario plurinominal | No elige                            |
| 1946               | Colegio electoral, mayoritario plurinominal | Colegio electoral, mayoritario plurinominal | No elige                            |
| 1951               | Mayoritario uninominal                      | Mayoritario uninominal                      | Mayoritario uninominal              |
| 1958               | Colegio electoral, lista incompleta         | Colegio electoral, lista incompleta         | Colegio electoral, lista incompleta |
| 1963               | Colegio electoral, proporcional             | Colegio electoral, proporcional             | Colegio electoral, proporcional     |
| Marzo de 1973      | Balotaje                                    | Balotaje                                    | Balotaje                            |
| Septiembre de 1973 | Balotaje                                    | Balotaje                                    | Balotaje                            |
| 1983               | Colegio electoral, proporcional             | Colegio electoral, proporcional             | Colegio electoral, proporcional     |
| 1989               | Colegio electoral, proporcional             | Colegio electoral, proporcional             | Colegio electoral, proporcional     |
| 1995 al presente   | Balotaje modificado                         | Balotaje modificado                         | Sin territorios                     |

### Diputados
| Año              | Provincias               | Capital Federal          | Territorios Nacionales |
| ---------------- | ------------------------ | ------------------------ | ---------------------- |
| 1854 a 1880      | Mayoritario plurinominal | No existe                | No elige               |
| 1882 a 1902      | Mayoritario plurinominal | Mayoritario plurinominal | No elige               |
| 1904             | Mayoritario uninominal   | Mayoritario uninominal   | No elige               |
| 1906 a 1910      | Mayoritario plurinominal | Mayoritario plurinominal | No elige               |
| 1912 a 1948      | Lista incompleta         | Lista incompleta         | No elige               |
| 1951             | Mayoritario uninominal   | Mayoritario uninominal   | No elige               |
| 1954             | Mayoritario uninominal   | Mayoritario uninominal   | No elige               |
| 1958 a 1962      | Lista incompleta         | Lista incompleta         | No elige               |
| 1963             | Proporcional             | Proporcional             | No elige               |
| 1965             | Proporcional             | Proporcional             | No elige               |
| 1973 a 1989      | Proporcional             | Proporcional             | Proporcional           |
| 1991 al presente | Proporcional             | Proporcional             | Sin territorios        |

### Senadores
| Año              | Provincias                    | Capital Federal                           | Territorios Nacionales |
| ---------------- | ----------------------------- | ----------------------------------------- | ---------------------- |
| 1854 a 1880      | Nombrado por legislatura      | No existe                                 | No elige               |
| 1883 a 1910      | Nombrado por legislatura      | Colegio electoral, mayoritario uninominal | No elige               |
| 1913 a 1935      | Nombrado por legislatura      | Colegio electoral, lista incompleta       | No elige               |
| 1938 a 1949      | Nombrado por legislatura      | Colegio electoral, mayoritario uninominal | No elige               |
| 1951             | Mayoritario plurinominal      | Mayoritario plurinominal                  | No elige               |
| 1954             | Mayoritario uninominal        | Mayoritario uninominal                    | No elige               |
| 1958             | Nombrado por legislatura      | Colegio electoral, lista incompleta       | No elige               |
| 1961             | Nombrado por legislatura      | Colegio electoral, lista incompleta       | No elige               |
| 1963             | Nombrado por legislatura      | Colegio electoral, proporcional           | No elige               |
| 1966             | Nombrado por legislatura      | No elige                                  | No elige               |
| 1973             | Lista incompleta con balotaje | Lista incompleta con balotaje             | No elige               |
| 1983 a 1989      | Nombrado por legislatura      | Colegio electoral, proporcional           | No elige               |
| 1992             | Nombrado por legislatura      | Colegio electoral, proporcional           | Sin territorios        |
| 1995             | Nombrado por legislatura      | Mayoritario uninominal                    | Sin territorios        |
| 1998             | Nombrado por legislatura      | Nombrado por legislatura                  | Sin territorios        |
| 2001 al presente | Lista incompleta              | Lista incompleta                          | Sin territorios        |

### Convencionales Constituyentes
| Año  | Provincias               | Capital Federal          | Territorios Nacionales |
| ---- | ------------------------ | ------------------------ | ---------------------- |
| 1853 | Mayoritario plurinominal | No existe                | No existe              |
| 1860 | Mayoritario plurinominal | No existe                | No existe              |
| 1866 | Mayoritario plurinominal | No existe                | No elige               |
| 1898 | Mayoritario plurinominal | Mayoritario plurinominal | No elige               |
| 1948 | Lista incompleta         | Lista incompleta         | No elige               |
| 1957 | Proporcional             | Proporcional             | No elige               |
| 1994 | Proporcional             | Proporcional             | Sin territorios        |